# Zigarrenmacherdenkmal (Bremen)

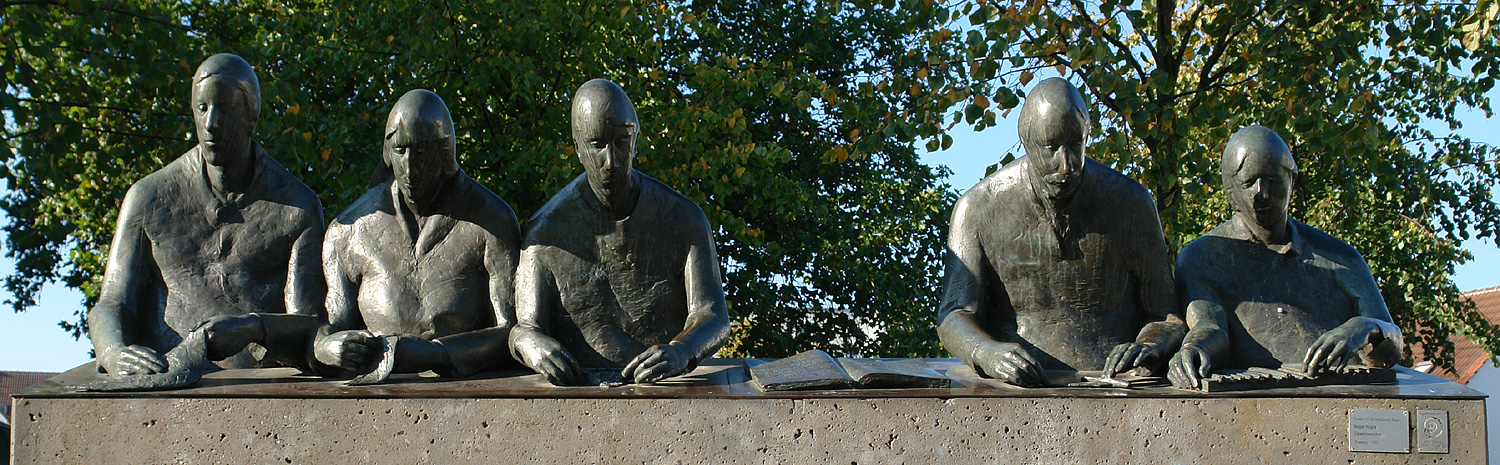
Holger Voigts: Zigarrenmacherdenkmal von 1984 in der Bremer Neustadt

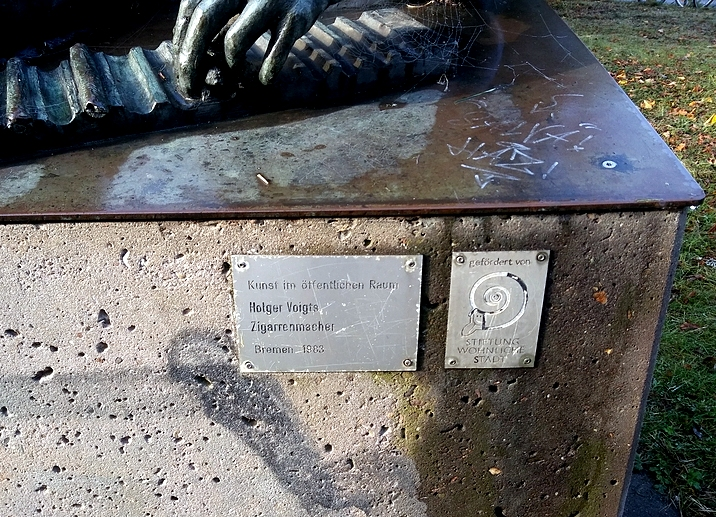
Skulptur, Tafel, Foto von 10.2016

Das Denkmal für die Bremer Zigarrenmacher, eine bronzene Skulpturengruppe aus fünf Halbfiguren, wurde 1984 von Holger Voigts modelliert und am Buntentorsteinweg/Ecke Kirchweg aufgestellt. Sie erinnert an einen wichtigen Berufszweig der hier in der Neustadt im 19. Jahrhundert arbeitenden Bewohner.

## Bremen und die Zigarren
Der seit dem 17. Jahrhundert in Europa gerauchte, geschnupfte und gekaute Tabak wurde zunächst über Amsterdam importiert und von dort auch nach Deutschland verhandelt. Schon früh wurde er auch in Bremen weiterverarbeitet. Im 19. Jahrhundert wurde Bremen zum Mittelpunkt des deutschen Tabakimports. Die Blätter wurden zuvor vorwiegend zu Pfeifentabak verarbeitet, jetzt wurde die Zigarre zunehmend ein Attribut des bürgerlichen Herrn. Um 1820 begann die Zigarrenherstellung in Bremen, meist in kleinen Betrieben mit wenig mehr als fünf Beschäftigten. Um 1851 war ein Höchststand der Anzahl in Bremen beschäftigter Zigarrenarbeiter mit etwa 3900 Personen erreicht, bei einer Gesamtbevölkerung von 55.000 Einwohnern. Am Produktionsprozess beteiligt waren die „Strieper“, die aus dem angefeuchteten Blatt die Mittelrippe entfernten. Der Wickelmacher formte aus Einlage und Umblatt die Rohform der Zigarre, die ein erfahrenerer Zigarrenmacher dann in ein genau zugeschnittenes Deckblatt legte und von Hand in Form rollte, beziehungsweise ab etwa 1865 in Wickelformen legte, die als Stapel gepresst wurden. Diese standardisierten zweiteiligen Hohlformen waren bis um 1900 die einzigen technischen Hilfsmittel des Zigarrenmachers. Bis dahin war die Zigarrenherstellung weitgehend arbeitsteilige Handarbeit, an der auch viele Frauen und Kinder beteiligt waren. Wie überall in der Heimindustrie war der Grad der Selbstausbeutung hoch. Zigarrenarbeiter litten am häufigsten an Schwindsucht. Im letzten Drittel des 19. Jahrhunderts, als die Heim- und Familienarbeit abahm und die Zigarrenfabriken durchschnittlich immer mehr Arbeiter beschäftigten, wurde dort, wo klassenbewusste und solidarische Gruppen zusammenarbeiteten, gern ein Arbeitsgenosse ausgewählt, der den anderen bei ihrer monotonen Arbeit aus sozialistischen Schriften und Zeitungen vorlas. Ihm wurde ein Teil des Lohnes abgetreten oder seine Arbeit wurde von den Zuhörenden miterledigt.

## Das Denkmal

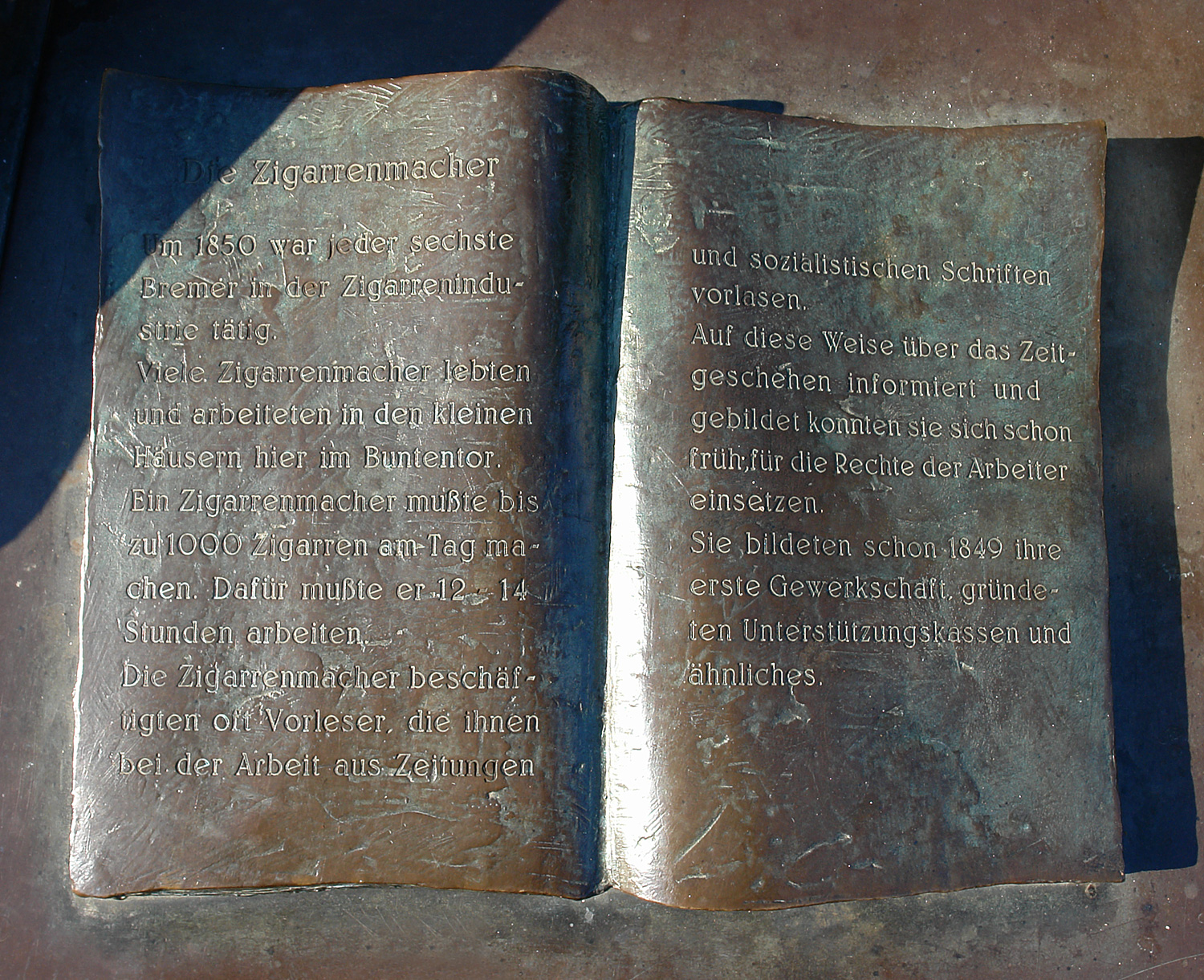
Das Buch aus dem Denkmal

Die Skulpturengruppe zeigt drei Männer, eine Frau und ein Mädchen bei der Arbeit in den aufeinanderfolgenden Phasen ihres arbeitsteiligen Tuns, vom „Strapen“ oder „Striepen“ bis zum Einlegen in die Pressform. Holger Voigts hat mit Sorgfalt diese Produktionsschritte wiedergegeben und darüber hinaus auch die verschiedenen Lebensalter und das Monotone der Arbeit deutlich werden lassen. Ein Platz am Arbeitstisch ist freigelassen für den Vorleser und sein Buch. An seine Stelle kann der Betrachter des Denkmals treten und den folgenden Text (vor-)lesen:
„Um 1850 war jeder sechste Bremer in der Zigarrenindustrie tätig. Viele Zigarrenmacher lebten und arbeiteten in den kleinen Häusern hier im Buntentor. Ein Zigarrenmacher musste bis zu 1000 Zigarren am Tag machen. Dafür musste er 12–14 Stunden arbeiten. Die Zigarrenmacher beschäftigten oft Vorleser, die ihnen bei der Arbeit aus Zeitungen und sozialistischen Schriften vorlasen. Auf diese Weise über das Zeitgeschehen informiert und gebildet konnten sie sich schon früh für die Rechte der Arbeiter einsetzen. Sie bildeten schon 1849 ihre erste Gewerkschaft, gründeten Unterstützungskassen und ähnliches.“
Wie häufig es wirklich zu dieser meist unerlaubten Form politischer Aufklärung kam, ist schwer abzuschätzen. Wir wissen von ihr nur durch Berichte Einzelner, wie zum Beispiel dem des Bremer Sozialisten Julius Bruhns. Das im Buchtext genannte Datum 1849 bezieht sich kaum auf eine Gewerkschaft im heutigen Sinne: 1846 hatten zwölf Zigarrenarbeiter bereits den Bildungsverein Vorwärts gegründet (in dem politische Diskussionen verboten waren). Auch der Bremer Zweigverein der Zigarrenmacher-Assoziation, der sich 1849 mit einem Statut organisierte, war ein Unterstützungsverein für in Not geratene Mitglieder. Auf den Verdacht hin, er verfolge „politisch-soziale Ziele“, löste der Senat ihn auf.
Das Denkmal besteht aus Bronze (Figuren) und Stein (Tisch), seine Maße betragen 1,85 m × 3,5 m × 0,75 m. Es wurde von der Stiftung „Wohnliche Stadt“ finanziert und am 8. Oktober 1984 eingeweiht.

## Nachweise
1. ↑  Die unter anderem bei Schwarzwälder, Das Große Bremer Lexikon, Stichwort Zigarrenmacher, angegebene Zahl von 10.000, die offensichtlich auch in den Denkmaltext einging, ist deutlich zu hoch, vgl. Burgdorf, S. 67–74.
2. ↑  Burgdorf, S. 75–77
3. ↑  Burgdorf, S. 82
4. ↑  Burgdorf, S. 201
5. ↑  Burgdorf, S. 205

Koordinaten: 53° 3′ 43,49″ N, 8° 48′ 36,99″ O